# Grå litteratur

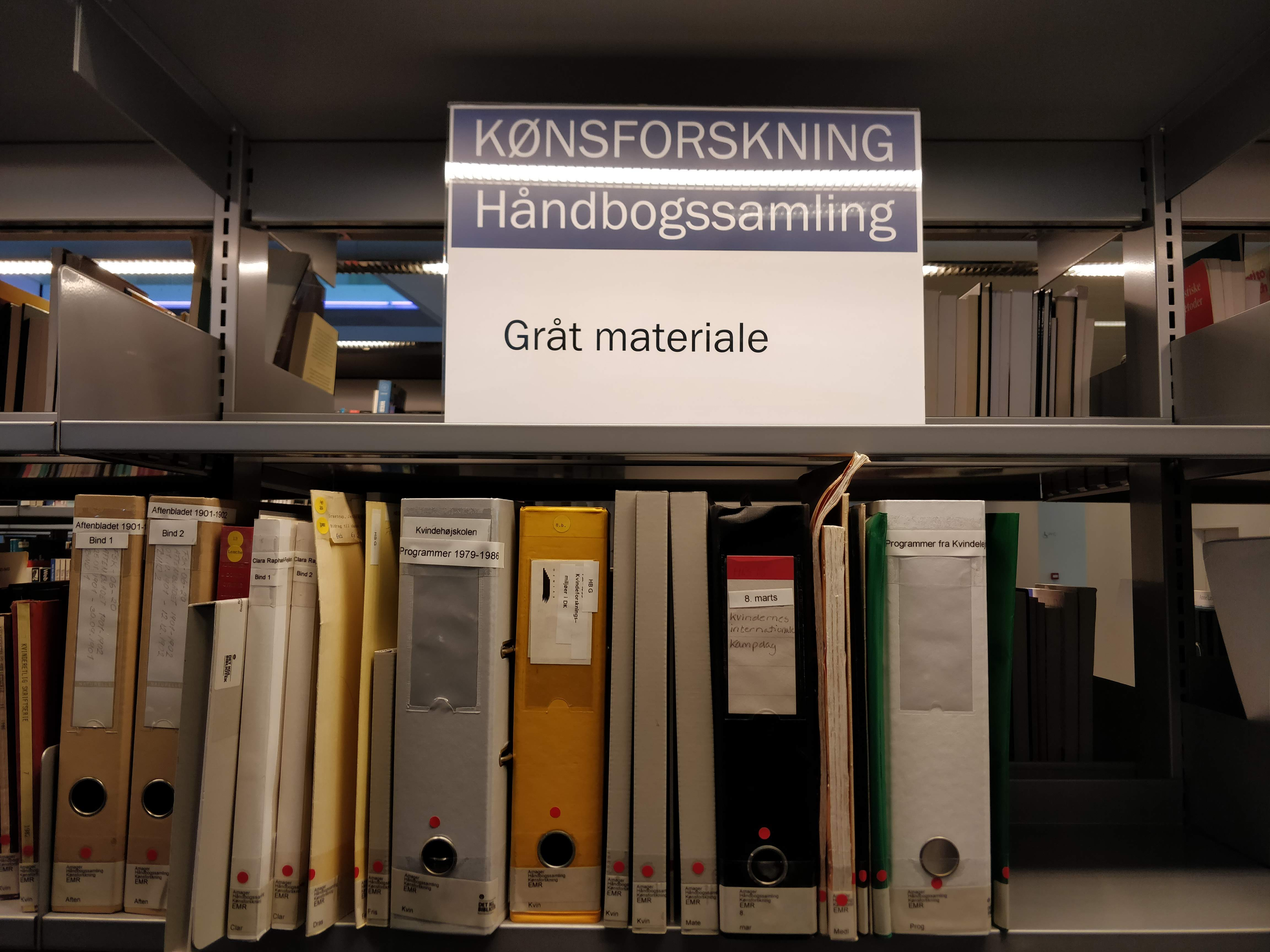
Bokhylla med grå litteratur.

Grå litteratur (eller grå publikation) är texter om forskning som inte når upp till den nivå av vetenskaplighet som ordinarie vetenskapliga publikationer har. 
Till grå litteratur räknas sådant som vitböcker, tekniska rapporter, patentansökningar, myndighetsrapporter, opublicerade manuskript eller liknande som inte genomgått referentgranskning.
Att litteratur klassas som "grå" betyder inte att den saknar värde för forskningen. Inom evidensbaserad medicin, till exempel, är det viktigt att ta hänsyn till grå litteratur för att motverka publiceringsbias.
Uttrycket "grå litteratur" i sig är belagt i svenskan sedan 2007, och används än så länge huvudsakligen inom universitets- och utredningsvärlden.